# Liste der Baudenkmäler in Marktgraitz
Auf dieser Seite sind die Baudenkmäler in dem oberfränkischen Markt Marktgraitz zusammengestellt. Diese Tabelle ist eine Teilliste der Liste der Baudenkmäler in Bayern. Grundlage ist die Bayerische Denkmalliste, die auf Basis des Bayerischen Denkmalschutzgesetzes vom 1. Oktober 1973 erstmals erstellt wurde und seither durch das Bayerische Landesamt für Denkmalpflege geführt wird. Die folgenden Angaben ersetzen nicht die rechtsverbindliche Auskunft der Denkmalschutzbehörde.
 Diese Liste gibt den Fortschreibungsstand vom 19. August 2014 wieder und enthält 14 Baudenkmäler.

## Baudenkmäler
| Lage                                                  | Objekt                                              | Beschreibung                                                                                           | Akten-Nr.     | Bild               |
| ----------------------------------------------------- | --------------------------------------------------- | --- | ------------- | ------------------ |
| Hauptstraße 2 (Standort)                              | Mühle                                               | Zweigeschossiges Halbwalmdachgebäude mit verschiefertem Fachwerkobergeschoss, 18. Jahrhundert          | D-4-78-143-1  | weitere Bilder     |
| Hauptstraße 5 (Standort)                              | Gasthaus zum Goldenen Lamm                          | Zweigeschossiges Mansarddachgebäude mit verputztem Fachwerkobergeschoss, zweite Hälfte 18. Jahrhundert | D-4-78-143-2  | weitere Bilder     |
| Kappel, Lettenreuther Straße (Standort)               | Wegkapelle                                          | Putzbau mit dreiseitigem Schluss, 18. Jahrhundert                                                      | D-4-78-143-13 | Wegkapelle         |
| Kreuzstein, ca. 1 km südwestlich des Ortes (Standort) | Kreuzstein                                          | Sandstein, 16./17. Jahrhundert                                                                         | D-4-78-143-12 | Kreuzstein         |
| Nähe Johannesstraße (Standort)                        | Hl. Johann Nepomuk                                  | Sandstein, wohl zweites Viertel 18. Jahrhundert                                                        | D-4-78-143-3  | Hl. Johann Nepomuk |
| Lettenreuther Straße 2 (Standort)                     | Wohnhaus                                            | Zweigeschossiger Satteldachbau mit Zierfachwerk, 17./18. Jahrhundert                                   | D-4-78-143-4  | Wohnhaus           |
| Marktplatz (Standort)                                 | Dorflinde                                           | Mit rechteckiger Sandsteinmauer, wohl 18./19. Jahrhundert                                              | D-4-78-143-10 | Dorflinde          |
| Marktplatz 4 (Standort)                               | Ehemaliges Gasthaus zu den Drei Kronen              | Zweigeschossiger Walmdachbau, 1837                                                                     | D-4-78-143-5  | weitere Bilder     |
| Marktplatz 9 (Standort)                               | Ehemaliges Schulhaus                                | Zweigeschossiger Sandsteinquaderbau mit Walmdach und Freitreppe, 1870                                  | D-4-78-143-14 | weitere Bilder     |
| Marktplatz 10 (Standort)                              | Wohnhaus                                            | Zweigeschossiges Walmdachgebäude mit verputztem Fachwerkobergeschoss, 17./18. Jahrhundert              | D-4-78-143-6  | weitere Bilder     |
| Marktplatz 11 (Standort)                              | Katholische Pfarrkirche zur Heiligen Dreifaltigkeit | Netzgewölbter Chor des 15. Jahrhunderts; mit Ausstattung                                               | D-4-78-143-7  | weitere Bilder     |
| Marktplatz 11 (Standort)                              | Beinhaus                                            | Zugehörig                                                                                              | D-4-78-143-7  | Beinhaus           |
| Marktplatz 13 (Standort)                              | Ehemaliges Schulhaus, heute Rathaus                 | Zweigeschossiger Sandsteinquaderbau mit Walmdach, 1871                                                 | D-4-78-143-8  | weitere Bilder     |
| Marktplatz 17 (Standort)                              | Pfarrhaus                                           | Zweigeschossiger Walmdachputzbau, Sandsteingliederungen, 1816 von Pankraz Geßlein                      | D-4-78-143-9  | weitere Bilder     |
| Schneidmühlweg 6 (Standort)                           | Schneidmühle                                        | Zweigeschossiger Halbwalmdachbau mit Fachwerkobergeschoss, Giebelseite verschiefert, 18. Jahrhundert   | D-4-78-143-11 | BW                 |